# Finale du Grand Prix ISU 2011-2012
Navigation
Édition précédente Édition suivante
La finale du Grand Prix ISU est la dernière épreuve qui conclut chaque année le Grand Prix international de patinage artistique organisé par l'International Skating Union. Elle accueille des patineurs amateurs de niveau senior dans quatre catégories: simple messieurs, simple dames, couple artistique et danse sur glace.
Pour la saison 2011/2012, la finale est organisée du 7 au 11 décembre 2011 au Pavillon de la Jeunesse à Québec au Canada. Il s'agit de la 17e finale depuis la création du Grand Prix ISU en 1995.

## Qualifications
Seuls les patineurs qui atteignent l'âge de 14 ans au 1er juillet 2011 peuvent participer aux épreuves du Grand Prix ISU 2011/2012. Les épreuves de qualifications sont successivement :
- le Skate America du 20 au 23 octobre 2011 à Ontario
- le Skate Canada du 27 au 30 octobre 2011 à Mississauga
- la Coupe de Chine du 3 au 6 novembre 2011 à Shanghai
- le Trophée NHK du 10 au 13 novembre 2011 à Sapporo
- le Trophée de France du 17 au 20 novembre 2011 à Paris
- la Coupe de Russie du 24 au 27 novembre 2011 à Moscou

Pour cette saison 2011/2012, les six meilleurs patineurs aux championnats du monde 2011 peuvent participer à trois grands-prix. Les autres patinent pour un ou deux grands-prix. Au cours des compétitions, ils accumulent des points et on ne prend en compte que les deux meilleurs résultats. Les six patineurs qui ont obtenu le plus de points sont qualifiés pour la finale et les trois patineurs suivants sont remplaçants.
|             | Messieurs         | Dames                  | Couples                                 | Danse sur glace                       |
| ----------- | ----------------- | ---------------------- | --------------------------------------- | ------------------------------------- |
| 1           | Patrick Chan      | Elizaveta Tuktamysheva | Tatiana Volosozhar / Maksim Trankov     | Meryl Davis / Charlie White           |
| 2           | Daisuke Takahashi | Mao Asada              | Aljona Savchenko / Robin Szolkowy       | Tessa Virtue / Scott Moir             |
| 3           | Jeremy Abbott     | Carolina Kostner       | Yuko Kavaguti / Alexandre Smirnov       | Maia Shibutani / Alex Shibutani       |
| 4           | Michal Březina    | Akiko Suzuki           | Zhang Dan / Zhang Hao                   | Ekaterina Bobrova / Dmitri Soloviev   |
| 5           | Javier Fernández  | Alissa Czisny          | Narumi Takahashi / Mervin Tran          | Nathalie Péchalat / Fabian Bourzat    |
| 6           | Yuzuru Hanyu      | Alena Leonova          | Meagan Duhamel / Eric Radford           | Kaitlyn Weaver / Andrew Poje          |
| Remplaçants |                   |                        |                                         |                                       |
| 1er         | Song Nan          | Adelina Sotnikova      | Kirsten Moore-Towers / Dylan Moscovitch | Anna Cappellini / Luca Lanotte        |
| 2e          | Takahiko Kozuka   | Mirai Nagasu           | Vera Bazarova / Yuri Larionov           | Elena Ilinykh / Nikita Katsalapov     |
| 3e          | Adam Rippon       | Ashley Wagner          | Sui Wenjing / Han Cong                  | Isabella Tobias / Deividas Stagniunas |

## Résultats

### Messieurs

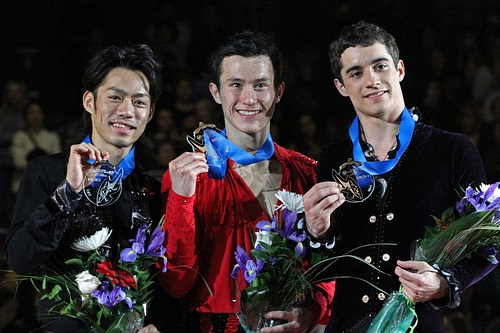
Podium des Messieurs

| Rang | Nom               | Pays       | Points | Programme court | Programme court | Programme libre | Programme libre |
| ---- | ----------------- | ---------- | ------ | --------------- | --------------- | --------------- | --------------- |
| 1    | Patrick Chan      | Canada     | 260.30 | 86.63           | 1               | 173.67          | 1               |
| 2    | Daisuke Takahashi | Japon      | 249.12 | 76.49           | 5               | 172.63          | 2               |
| 3    | Javier Fernández  | Espagne    | 247.55 | 81.26           | 3               | 166.29          | 4               |
| 4    | Yuzuru Hanyu      | Japon      | 245.82 | 79.33           | 4               | 166.49          | 3               |
| 5    | Jeremy Abbott     | États-Unis | 238.82 | 82.66           | 2               | 156.16          | 5               |
| 6    | Michal Březina    | Tchéquie   | 218.98 | 75.26           | 6               | 143.72          | 6               |

### Dames
| Rang    | Nom                    | Pays       | Points | Programme court | Programme court | Programme libre | Programme libre |
| ------- | ---------------------- | ---------- | ------ | --------------- | --------------- | --------------- | --------------- |
| 1       | Carolina Kostner       | Italie     | 187.48 | 66.43           | 1               | 121.05          | 1               |
| 2       | Akiko Suzuki           | Japon      | 179.76 | 61.30           | 2               | 118.46          | 3               |
| 3       | Alena Leonova          | Russie     | 176.42 | 60.46           | 3               | 115.96          | 4               |
| 4       | Elizaveta Tuktamysheva | Russie     | 174.51 | 54.99           | 5               | 119.52          | 2               |
| 5       | Alissa Czisny          | États-Unis | 156.97 | 60.30           | 4               | 96.67           | 5               |
| Forfait | Mao Asada              | Japon      |        |                 |                 |                 |                 |

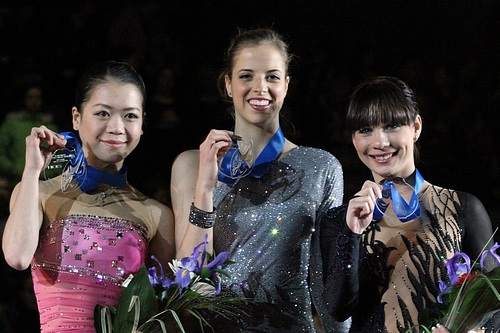
Podium des Dames

Mao Asada est forfait à cause du décès de sa mère le jour même du programme court.

### Couples

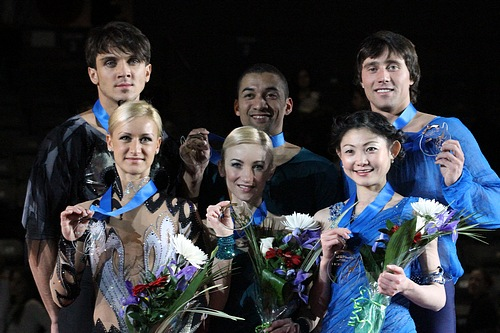
Podium des couples artistiques

| Rang | Nom                                 | Pays      | Points | Programme court | Programme court | Programme libre | Programme libre |
| ---- | ----------------------------------- | --------- | ------ | --------------- | --------------- | --------------- | --------------- |
| 1    | Aljona Savchenko / Robin Szolkowy   | Allemagne | 212.26 | 2               | 69.82           | 1               | 142.44          |
| 2    | Tatiana Volosozhar / Maksim Trankov | Russie    | 212.08 | 1               | 71.57           | 2               | 140.51          |
| 3    | Yuko Kavaguti / Alexandre Smirnov   | Russie    | 187.77 | 4               | 61.37           | 3               | 126.40          |
| 4    | Zhang Dan / Zhang Hao               | Chine     | 182.54 | 3               | 63.43           | 4               | 119.11          |
| 5    | Meagan Duhamel / Eric Radford       | Canada    | 170.43 | 5               | 61.04           | 5               | 109.39          |
| 6    | Narumi Takahashi / Mervin Tran      | Japon     | 164.42 | 6               | 59.54           | 6               | 104.88          |

### Danse sur glace

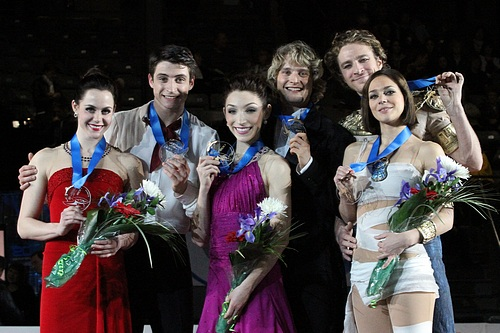
Podium de la danse sur glace

| Rang | Nom                                 | Pays       | Points | Danse courte | Danse courte | Danse libre | Danse libre |
| ---- | ----------------------------------- | ---------- | ------ | ------------ | ------------ | ----------- | ----------- |
| 1    | Meryl Davis / Charlie White         | États-Unis | 188.55 | 1            | 76.17        | 1           | 112.38      |
| 2    | Tessa Virtue / Scott Moir           | Canada     | 183.34 | 2            | 71.01        | 2           | 112.33      |
| 3    | Nathalie Péchalat / Fabian Bourzat  | France     | 169.69 | 3            | 68.68        | 3           | 101.01      |
| 4    | Kaitlyn Weaver / Andrew Poje        | Canada     | 166.07 | 4            | 66.24        | 4           | 99.83       |
| 5    | Maia Shibutani / Alex Shibutani     | États-Unis | 160.55 | 5            | 65.53        | 5           | 95.02       |
| 6    | Ekaterina Bobrova / Dmitri Soloviev | Russie     | 157.30 | 6            | 64.05        | 6           | 93.25       |

## Sources
- (en) Résultats de la finale 2011/2012 du Grand Prix ISU sur le site de l'ISU
- Patinage Magazine N°130 (Mars/Avril 2012)